# Jochem Kahl
Jochem Kahl (* 1961 in Ravensburg) ist ein deutscher Ägyptologe und Professor an der Freien Universität Berlin.

## Leben

### Werdegang
Jochem Kahl absolvierte sein Abitur am Spohn-Gymnasium in Ravensburg und studierte 1983/1984 Empirische Kulturwissenschaften, Geschichte und Griechisch an der Universität Tübingen. Zum Studienjahr 1984 wechselte er die Studienrichtung und belegte nun Ägyptologie, Klassische Archäologie und Vor- und Frühgeschichte an den Universitäten in Münster, Tübingen und Wien. Im Jahr 1990 verlieh ihm die Universität Tübingen den Titel eines Magister artium. Dort war er in den Jahren 1990 bis 1992 als wissenschaftlicher Mitarbeiter tätig.
1992 wurde Kahl in Tübingen mit dem Thema Das System der ägyptischen Hieroglyphenschrift in der 0.–3. Dynastie promoviert. In den Jahren 1992 bis 1998 war er wissenschaftlicher Assistent am Institut für Ägyptologie und Koptologie der Universität Münster. Von 1994 bis 1995 studierte er zudem Demotische Schrift und Sprache an der Universität zu Köln. Kahl habilitierte sich 1998 im Fach Ägyptologie mit der Schrift Siut – Theben: Eine Fallstudie zur Wertschätzung von Traditionen. Von 1998 bis 2004 war er am Institut für Ägyptologie und Koptologie der Universität Münster als Hochschuldozent beschäftigt. 2005 war er Gastprofessor an der Universität zu Köln, von 2005 bis 2008 wissenschaftlicher Mitarbeiter an der Universität Mainz und 2007 und 2008 nahm er zwei Gastprofessuren an der Universität Wien wahr. Im Oktober 2008 nahm er den Ruf auf eine Professur an der Freien Universität Berlin an und leitet dort das Institut für Ägyptologie.

### Anerkennungen
Im Jahr 2004 verlieh ihm die Universität Münster den Titel außerplanmäßiger Professor. 2006 wurde er außerplanmäßiger Professor an der Universität Mainz. Kahl ist korrespondierendes Mitglied des Deutschen Archäologischen Instituts. Er ist Mitherausgeber der Zeitschrift Studien zur Altägyptischen Kultur sowie der Reihen The Asyut Project, MENES (beide im Harrassowitz Verlag) und Studien zur Altägyptischen Kultur Beihefte (Buske Verlag). Er war Mitglied im Exzellenzcluster 264 Topoi und im Sonderforschungsbereich 980 Episteme in Bewegung. Er ist Participating Researcher im Exzellenzcluster Temporal Communities. Doing Literature in a Global Perspective.

### Forschung
Kahl hat als erster die Reihenfolge des altägyptischen Alphabets erkannt, intensiv zur ägyptischen Frühzeit geforscht, u. a. erstellte er ein Frühägyptisches Wörterbuch und analysierte das System der ägyptischen Hieroglyphenschrift. Gemeinsam mit Eva Cancik-Kirschbaum wies er die ersten Philologien in den Schriftkulturen Ägyptens und Mesopotamiens nach. Kahl initiierte im Jahre 2003 das Asyut Project, das die Erforschung der über 6000 Jahre greifbaren Geschichte der mittelägyptischen Stadt Assiut zum Ziel hat und inzwischen auf über 20 Buchpublikationen und annähernd einhundert Aufsätze verweisen kann. Gemeinsam mit Ursula Verhoeven-van Elsbergen leitete Jochem Kahl bis Ende 2019 Forschungen und Ausgrabungen in Assiut. Ein Folgeprojekt mit der Polnischen Akademie der Wissenschaften hatte von 2020 bis 2023 die Erforschung der Rolle Assiuts als antikes Handelszentrum zum Inhalt. In einem weiteren Projekt beschäftigt er sich gemeinsam mit seinem Kollegen Mohamed Abdelrahiem mit Objekten aus der antiken Stadt. Im Jahre 2024 gelang die Auffindung der Grabkammer der Dame Idy, die um 1900 v. Chr. lebte und die Tochter des Regionalgouverneurs Djefai-Hapi I. und Priesterin der Göttin Hathor war.

## Schriften (Auswahl)
- Das System der ägyptischen Hieroglyphenschrift in der 0.-3. Dynastie. Harrassowitz, Wiesbaden 1994 (zugleich Dissertation, Universität Tübingen 1992).
- zusammen mit Nicole Kloth, Ursula Zimmermann: Die Inschriften der 3. Dynastie. Eine Bestandsaufnahme (= Ägyptologische Abhandlungen. Band 56). Harrassowitz, Wiesbaden 1995, ISBN 3-447-03733-4.
- Steh auf, gib Horus deine Hand. Die Überlieferungsgeschichte von Altenmüllers Pyramidentext-Spruchfolge. Harrassowitz, Wiesbaden 1996.
- Siut - Theben. Zur Wertschätzung von Tradition im Alten Ägypten. Brill, Leiden 1999.
- mit Eva-Maria Engel: Vergraben, verbrannt, verkannt und vergessen - Funde aus dem „Menesgrab“. Münster 2001.
- Frühägyptisches Wörterbuch, Lieferung 1-3, unter Mitarbeit von Markus Bretschneider und Barbara Kneißler: Harrassowitz, Wiesbaden 2002–2004.
- Ra is my Lord. Searching for the Rise of the Sun God at the Dawn of Egyptian History (= Menes. Band 1). Harrassowitz, Wiesbaden 2007.
- Ancient Asyut. The First Synthesis after 300 Years of Research. (= The Asyut Project. Band 1). Harrassowitz, Wiesbaden 2007 (2. Auflage 2012; arabische Übersetzung 2018 [Sohag, Verlag der Universität])
- Die Zeit selbst lag nun tot darnieder. Die Stadt Assiut und ihre Nekropolen nach westlichen Reiseberichten des 17. bis 19. Jahrhunderts: Konstruktion, Destruktion und Rekonstruktion (= The Asyut Project. Band 5). Harrassowitz, Wiesbaden 2013, ISBN 978-3-447-06867-3.
- Ornamente in Bewegung: Die Deckendekoration der Großen Querhalle im Grab von Djefai-Hapi I. in Assiut (= The Asyut Project. Band 6). Harrassowitz, Wiesbaden 2016.
- zusammen mit Alice Maria Sbriglio, Paolo del Vesco und Marcella Trapani: Asyut. The Excavations of the Italian Archaeological Mission (1906-1913) (= Studi del Museo Egizio 1). Modena 2019.